# 猫目小僧 (映画)
『猫目小僧』（ねこめこぞう）は、2006年6月10日に公開された日本映画。アートポート配給。原作は楳図かずおの漫画『猫目小僧』。

## ストーリー
父、弟とともに東北に引っ越してきた藤崎まゆか。彼女は美少女であったが、左頬に大きなあざがあった。また、弟・浩もぜんそくに苦しみ、薬が手放せないでいた。そんな二人はある日、猫のような目をした奇妙な少年・猫目小僧と出会う。

## キャスト
- 藤崎まゆか - 石田未来
- 藤崎勝 - 田口浩正
- 藤崎浩 - 向江流架
- 関根雄次 - 載寧龍二
- 関根信男 - つぶやきシロー
- 関根瑞枝 - 伊藤さやか
- ギョロリ - 竹中直人
- 弘子 - くまきりあさ美
- 翔 - 津田寛治
- 由美 - 石坂ちなみ
- 野田京子 - 中村映里子
- 沼田村長 - 諏訪太朗
- 猫目小僧（声） - 矢島晶子

## スタッフ
- エグゼクティブ・プロデューサー - 松下順一、関雅彦
- 製作 - 加藤東司、中島智彦
- 企画 - 円谷粲
- プロデュース - 武内健
- プロデューサー - 西村大志、今井朝幸、小貫英樹
- アソシエイト・プロデューサー - 佐藤嘉一
- 原作 - 楳図かずお（小学館刊）
- 脚本 - 安田真奈
- 音楽ディレクター - 中川孝
- 撮影 - 喜久村徳章
- 照明 - 才木勝
- 美術 - 嵩村裕司
- 録音 - 三澤武徳
- VE - 山形充
- キャラクター造型／特殊メイク - 山田陽
- VFXディレクター - 奥野浩介
- 殺陣 - 多賀谷渉
- 助監督 - 阿部満良
- 制作担当 - 村田亮
- ポストプロ・プロデューサー - 小島透
- 造型協力 - 原口智生
- 編集 - 村井佐知
- 制作プロダクション - (株)円谷エンターテインメント
- 製作 - 株式会社アートポート、松竹株式会社
- 監督 - 井口昇